# District de Rasuwa
Pour l’île de Rasuwa dans les Kouriles, voir Rasshua.
Le district de Rasuwa (en népalais : रसुवा जिल्ला) est l'un des 77 districts du Népal. Il est rattaché à la province de Bagmati. La population du district s'élevait à 42 133 habitants en 2011.

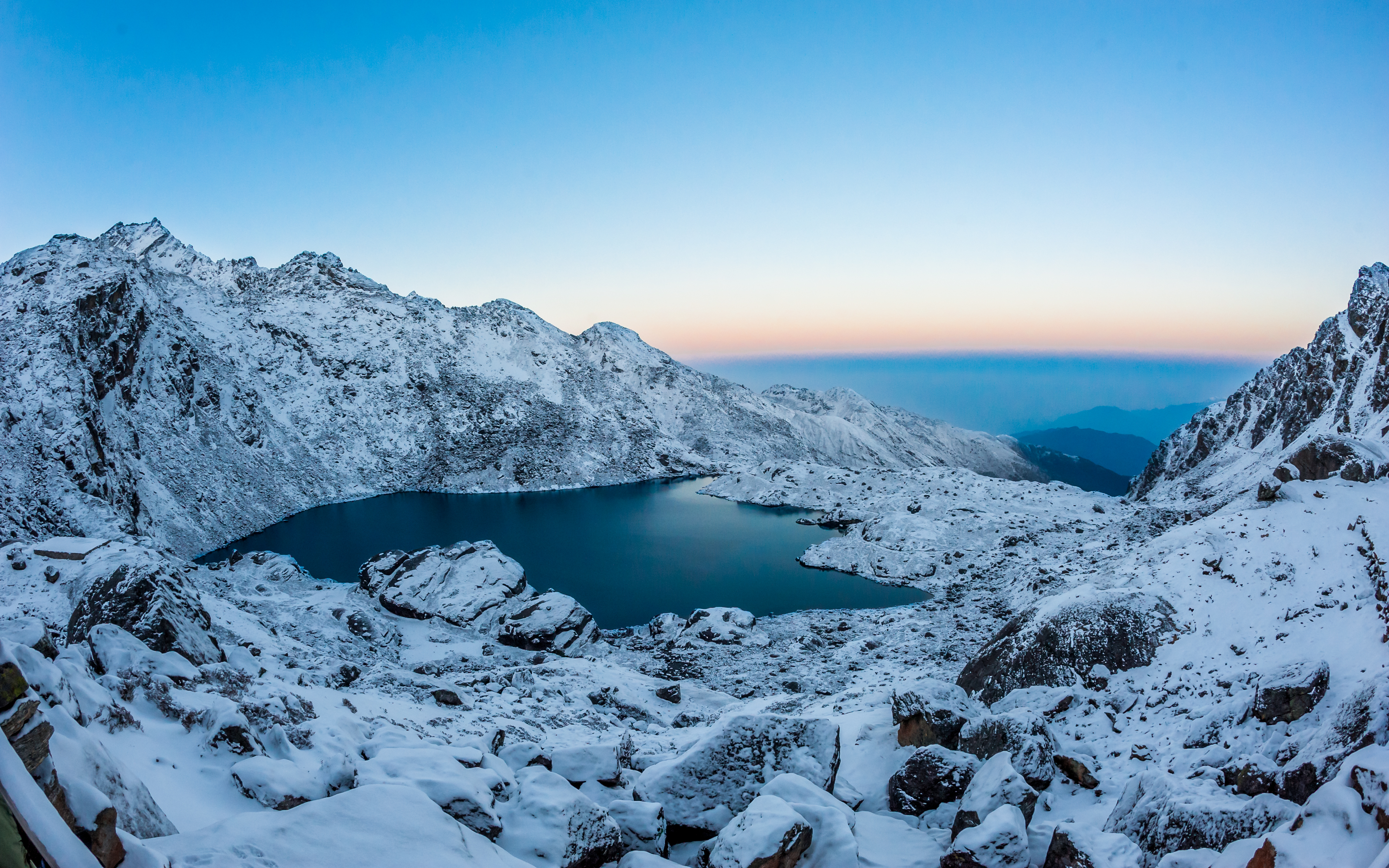
Le lac Bhairab Kunda, un des lacs de Gosainkunda, dans le district de Rasuwa.

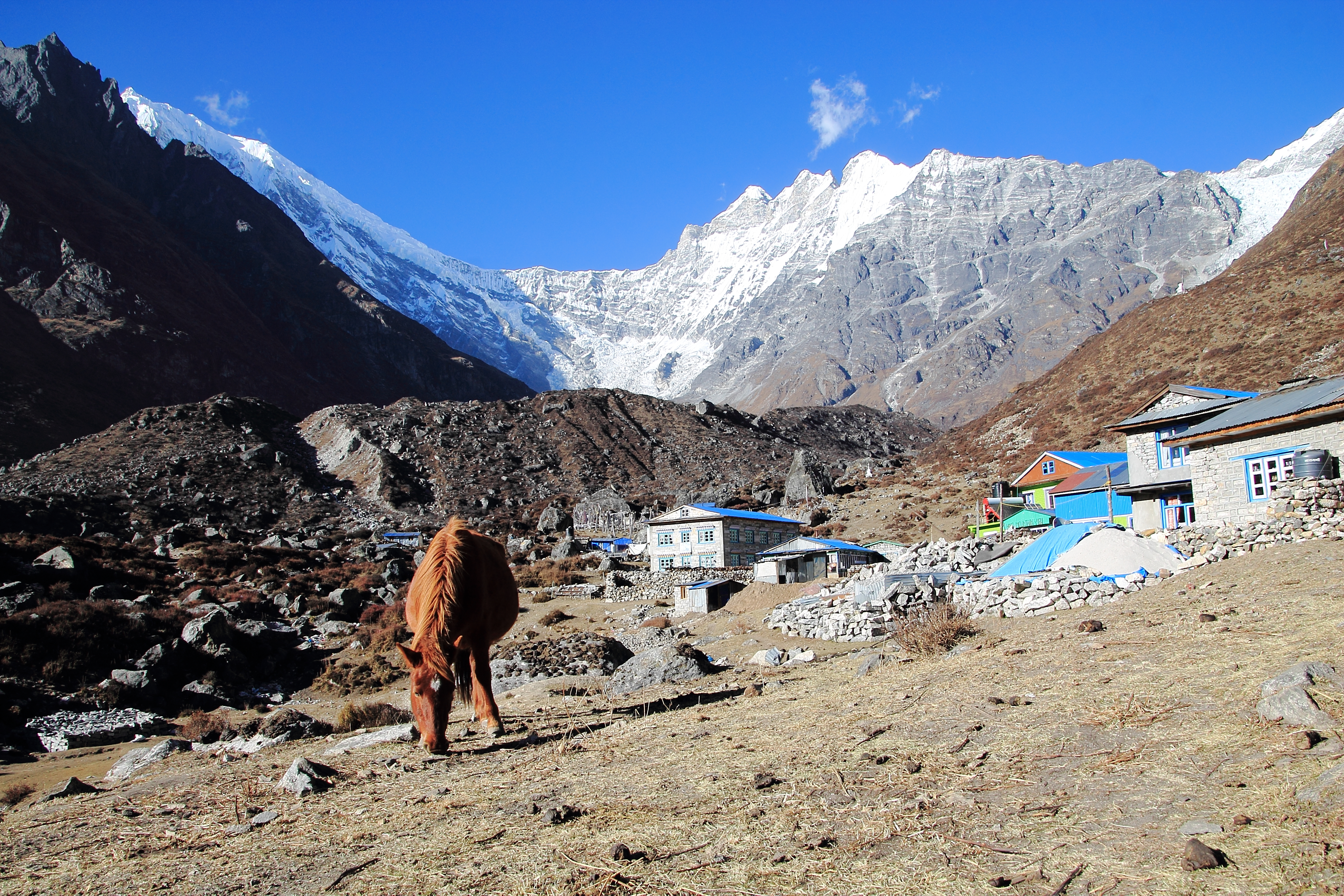
Vallée de Kenzin dans le district de Rasuwa.

## Histoire
Il faisait partie de la zone de Bagmati et de la région de développement Centre jusqu'à la réorganisation administrative de 2015 où ces entités ont disparu.

## Subdivisions administratives
Le district de Rasuwa est subdivisé en 5 unités de niveau inférieur qui sont toutes des gaunpalikas ou municipalités rurales.
| # | Nom         | Nom en népalais | Type       | Population (2011) | Superficie (km2) |
| - | ----------- | --------------- | ---------- | ----------------- | ---------------- |
| 1 | Uttargaya   | उत्तरगया          | gaunpalika | 8 255             | 104,51           |
| 2 | Kalika      | कालिका             | gaunpalika | 9 421             | 192,54           |
| 3 | Gosaikunda  | गोसाईकुण्ड          | gaunpalika | 7 143             | 978,77           |
| 4 | Naukunda    | नौकुण्ड            | gaunpalika | 11 824            | 126,99           |
| 5 | Amachhoding | आमाछोदिङमो          | gaunpalika | 5 490             | 682,23           |